# اراوور
اراوور (به لاتین: Eravur) یک شهرک در سری‌لانکا است که در ناحیه باتیکالوا واقع شده‌است.